# Ludi magister
Een ludi magister, of ook wel gewoon magister, was in het oude Rome een onderwijzer die lesgaf aan jongens van 7 tot 12 jaar. Hij leerde ze lezen, schrijven en rekenen. Hij was meestal een vrijgelaten Griekse slaaf.
De magister gold als streng en de dichter Horatius had slechte herinneringen aan de magister. Hij noemde hem "de mepper" en naar eigen zeggen hadden de meeste kinderen een hekel aan de magister. Hij gaf soms les in een ludus, maar meestal gewoon in de buitenlucht, zoals in de hoek van een marktplein. Dan werden er een paar gordijntjes opgehangen om de klas af te bakenen.